# 無停止コンピュータ

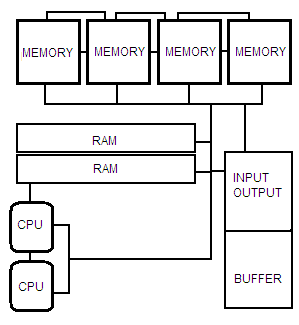
CPU・メモリ・RAMを二重化した無停止コンピュータの模式図

無停止コンピュータ（むていしコンピュータ）は、ハードウェアに故障が発生しても、無停止でメンテナンス、ハードウェアの交換が可能なコンピュータ。フォールトトレラントコンピュータとも言う。
内蔵されているハードウェアは、各コントローラ、ハードディスクドライブなどが二重化され、どれかが故障してもその部分を切り離し運用を続けることが出来る。全てのハードウェアはホットスワップによる挿抜が可能となっており、電源を投入した状態でもメンテナンスが可能となっている。
主な用途としては、列車集中制御装置（CTC）のセンターマシン、鉄道の座席予約システム（マルスなど）、電話網のコントロールマシンなど、無停止を要求するものが挙げられる。

## 主なメーカー
- ストラタステクノロジー
- タンデムコンピューターズ